# 원 캐나다 스퀘어
원 캐나다 스퀘어(One Canada Square, 지역의 이름을 따서 Canary Wharf로 종종 오기됨)는 런던 카나리 워프에 위치한 고층 건물이다. 1990년부터 2010년까지 영국에서 가장 높은 건물이었으며 지상에서 235미터 (770피트)의 높이의 50층으로 이루어져 있다. 2010년 말 더 샤드(2012년 완공)가 309.6 미터(1,016 피트) 높이로 추월하였다.
이 건물은 세계 금융 센터와 엘리자베스 타워를 설계한 것으로 알려진 시저 펠리가 설계를 맡았다.

## 같이 보기
- 카나리 워프